# Nightmare Cafe
Nightmare Cafe è una serie televisiva statunitense del 1992. La serie, ideata da Wes Craven, fu trasmessa sulla rete televisiva statunitense NBC per 6 episodi da gennaio ad aprile del 1992 prima di essere cancellata.

## Trama
Fay, una giovane donna, tenta di suicidarsi in piena notte lanciandosi in acqua dalla banchina di un porto ma viene salvata da Frank, che la porta in salvo. Bagnati fradici decidono di ristorarsi in una vicina caffetteria, il Nightmare Cafè. In un primo momento non trovano nessuno all'interno del locale, ma solo un juke box che suona e un grande schermo televisivo dal quale, all'improvviso, vengono proiettate le immagini del vero annegamento di Fay, provocato da un uomo perché lei era in possesso di documenti compromettenti, e della morte di Frank a causa di scorie radioattive abbandonate in maniera illegale. Quindi giunge il proprietario del locale, Blackie (Robert Englund), che spiega loro che erano predestinati ad entrare in quel posto e che il loro compito, da quel momento in poi, sarà quello di accogliere i futuri avventori che vi giungeranno, altre vittime come loro destinate a finire in questo capolinea senza ritorno.

### Il locale
Nightmare Cafe è una serie incentrata sulla seconda possibilità offerta dal locale omonimo. Ai personaggi che entrano nel caffè, presumibilmente richiamati dalla stessa caffetteria, come incarnazione del destino, viene data l'opportunità di correggere qualcosa nella loro vita che è andata storta, per espiare quello che hanno fatto o faranno, a volte contro la loro volontà.
La caffetteria serve sia come luogo principale per l'azione, sia come catalizzatore della trama, ed esercita in modi misteriosi la sua influenza sul protagonista di ogni episodio. Il locale può inoltre creare portali di collegamento tra sé e varie località. Questi portali sono attraversati spesso inavvertitamente da parte delle vittime che varcano la soglia di una delle porte interne e si ritrovano in altri luoghi in un altro tempo.
Il locale ha anche la capacità di esaudire i desideri o le necessità degli avventori, che non sono sempre quello che il destinatario desidera effettivamente, e il gestore del caffè, Blackie, sembra provare un piacere perverso nel "fraintendere" tali desideri.
Dalla sala principale, quella dei tavoli dei clienti, è inoltre possibile assistere alle gesta degli avventori nella vita reale grazie ad un televisore montato sulla parete.

## Produzione
Le riprese furono effettuate a Vancouver, in Canada. Tra le guest star, Joan Chen e Carrie-Anne Moss. Una delle protagoniste, l'attrice Lindsay Frost, è la sorella di Mark Frost, ideatore della serie I segreti di Twin Peaks.

## Personaggi
- Frank Nolan (6 episodi, 1992), interpretato da Jack Coleman.
- Fay Peronivic (6 episodi, 1992), interpretata da Lindsay Frost.
- Blackie (6 episodi, 1992), interpretato da Robert Englund. Personaggio ambiguo e onnisciente, è il gestore del locale, aiuta Frank e Fay ad accogliere gli avventori che vi giungono nel corso degli episodi.[3]

## Episodi
La serie fu trasmessa in prima TV negli Stati Uniti sulla rete NBC dal 29 gennaio 1992 al 3 aprile 1992. In Italia fu trasmessa su Italia 1 per sei settimane in seconda serata dal 15 luglio 1994. La prima puntata in Italia ebbe una buona accoglienza totalizzando 1.362.000 spettatori con l'11,86% di share.
| Stagione       | Episodi | Prima TV originale |
| -------------- | ------- | ------------------ |
| Prima stagione | 6       | 1992               |